# فرودگاه صحرایی لیئکسا-نورمس
فرودگاه صحرایی لیئِکسا-نورمِس (به انگلیسی: Lieksa-Nurmes Airfield) (به زبان بومی: Lieksa-Nurmeksen lentokenttä) یک فرودگاه همگانی است که یک باند فرود آسفالت و شن دارد و طول باند آن ۹۴۰ متر است. این فرودگاه در کشور فنلاند قرار دارد و در ارتفاع ۱۱۴ متری از سطح دریا واقع شده است.